# Lyngsjön, Östergötland

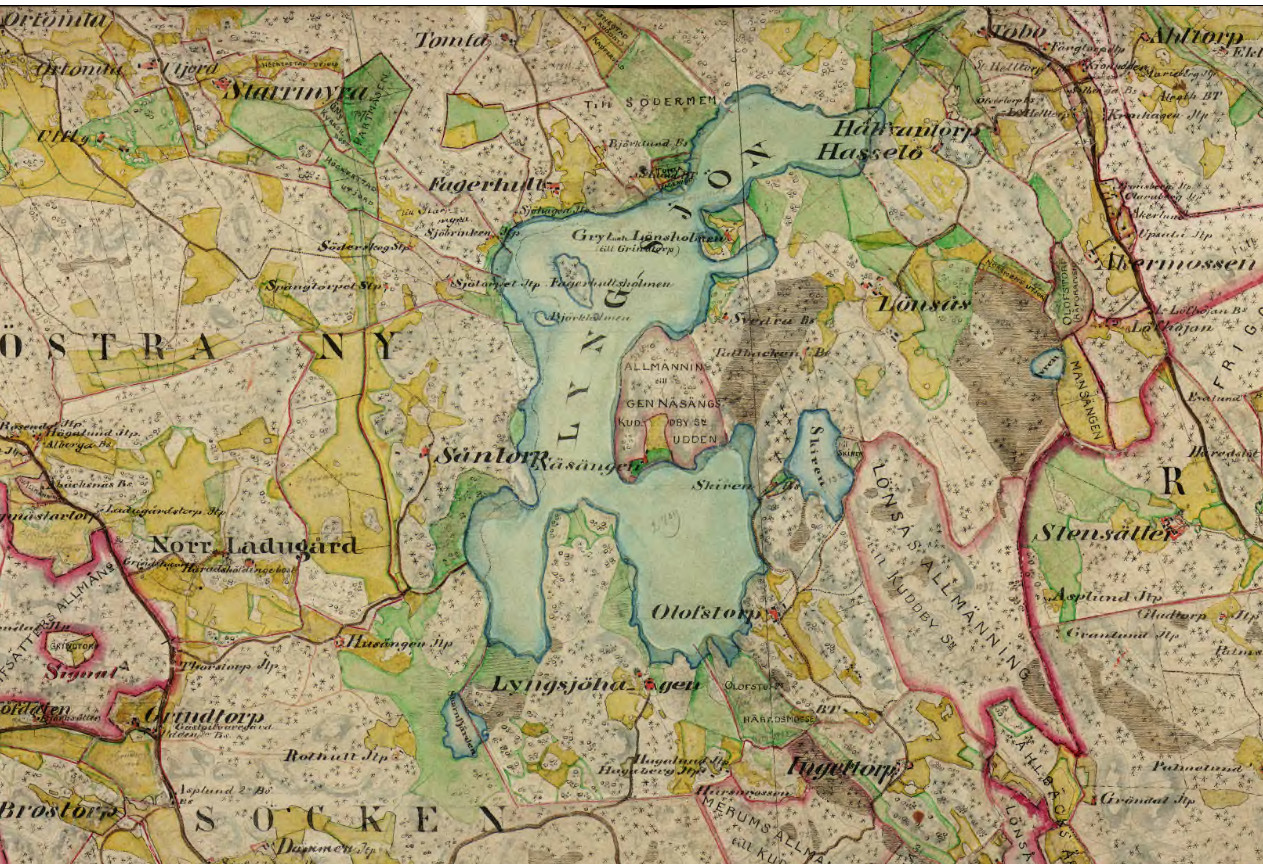
Lyngsjön på häradsekonomiska kartan 1868-77. Kartan visar troligen utbredningen före sjösänkningarna

Lyngsjön var en sjö i Östra Ny socken på Vikbolandet i nuvarande Norrköpings kommun. Sjön var belägen sydost om kyrkbyn Östra Ny, i dalgången där nu Lyngsjöån rinner. Utloppet låg i norr strax före landsvägen, vid gården Tobo. 
Sjön reglerades i flera omgångar från mitten av 1800-talet, bland annat för att få vatten till en kvarn vid Rippetorp i Häradshammar. Beslut om slutgiltig torrläggning togs 1915 och påbörjades åren därefter. Sjön var helt torrlagd 1930.
Lyngsjön betraktades före sänkningarna som en sjö, med rikligt fiske och som en av länets främsta fågelsjöar.
Sjön beskrivs på 1860-talet som varande 3/8 mil lång och 1/16 mil bred med småkulliga stränder  Den beskrivs år 1900 som ett vattensjukt område med gott om gölar och vid större nederbörd liksom vid vårflod ganska mycket vatten. 
Sjöns vattenyta låg cirka 24 meter över havet och den var upp till några meter djup i dess norra del, men med avtagande djup mot söder.